# Gil García
Gil García è un comune spagnolo di 60 abitanti situato nella comunità autonoma di Castiglia e León.